# Uroš Zorman
Uroš Zorman, slovenski rokometaš in trener, * 9. januar 1980, Kranj.

## Kariera
Zorman je igral za klube RK Slovan, Mobitel Prule67, Ademar Leon, Celje Pivovarna Laško in BM Ciudad Real, bil je eden izmed najzaslužnejših pri uspehu slovenskih rokometašev na Evropskem prvenstvu 2004 v Ljubljani, ko je slovenska reprezentanca osvojila srebrno medaljo, nastopil je tudi na Olimpijskih igrah 2004.  
V sezoni 2009/10 se je vrnil k celjskem klubu. Do leta 2018 je igral na Poljskem za Kielce. Z njimi je bil leta 2016 evropski klubski prvak. To je bil zanj že četrti tovrstni naslov, po Celju 2004 in Ciudad Realu v letih 2008 ter 2009.
Februarja 2022 je postal selektor slovenske moške rokometne reprezentance in na tem mestu zamenjal predčasno odstavljenega Ljubomira Vranješa.

## Osebno
Marca 2017 je dobil tretjega otroka. Po dveh sinovih, starejši Maks in mlajši Jakob, se mu je rodila hčerka Ula.